# Chiesa di Santa Maria degli Angeli (Caltanissetta)
La chiesa di Santa Maria degli Angeli è una chiesa di Caltanissetta, dichiarata monumento nazionale nel 1902. Sorge a ridosso del castello di Pietrarossa, sul lato settentrionale di quest'ultimo, e fu la seconda parrocchia della città, divenuta sede parrocchiale cittadina nel 1239 ed, in seguito, regia cappella di Casa Sveva.
Il nome originale sembra essere quello di Maria Santissima Assunta, poi cambiato in quello attuale, in seguito alla donazione di un dipinto della Madonna degli Angeli, oggi conservato nella chiesa del Collegio di Maria. Viene indicata anche con il nome di Santa Maria la Vetere per distinguerla dalla Cattedrale, intitolata a Santa Maria la Nova.

## Storia

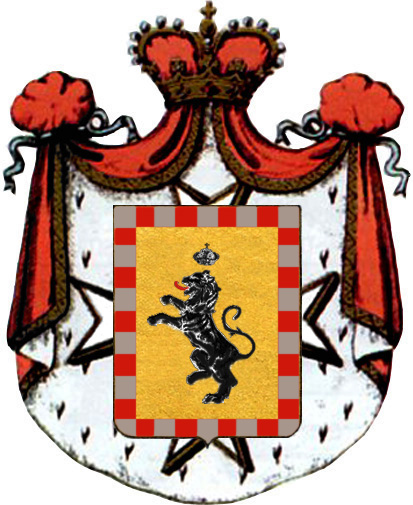
Stemma dei Lancia

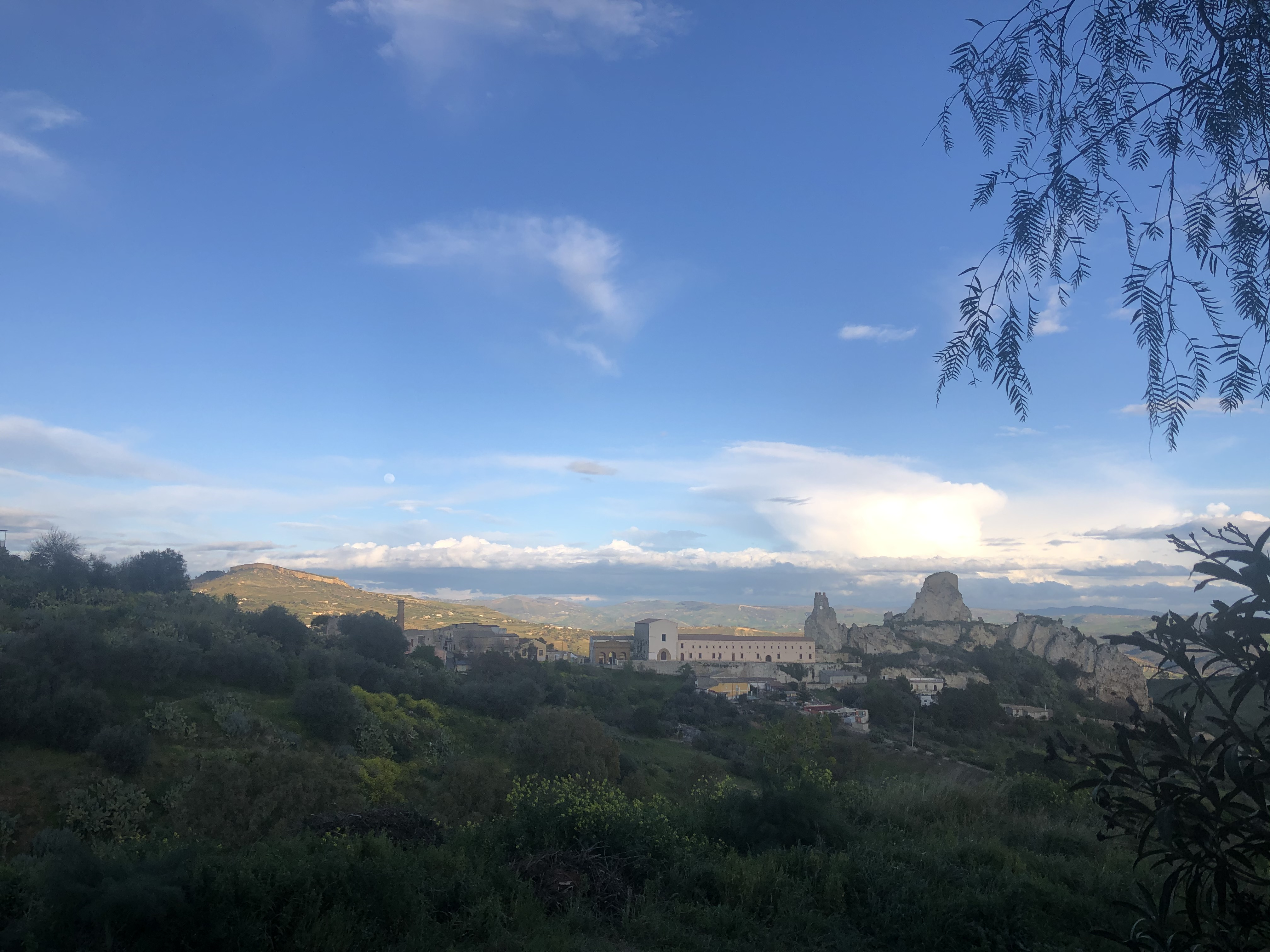
Vista panoramica sulla chiesa di Santa Maria degli Angeli e sul castello di Pietrarossa

La fondazione della chiesa rissale all'XI secolo da parte dei normanni. La chiesa è stata a lungo attribuita all'imperatore Federico II di Svevia, che l'avrebbe fatta costruire nel 1239 come cappella palatina del castello di Pietrarossa. In realtà, come rileva la studiosa Daniela Vullo, è più probabile che la chiesa a cui il documento fa riferimento sia in realtà una cappella interna al castello e crollata con esso nel XVI secolo mentre la chiesa in questione sarebbe stata fondata dai nuovi feudatari di Caltanissetta, i Lancia, nella prima metà del XIV secolo, come testimonierebbe un leone rampante posto sul prospetto settentrionale della chiesa, simbolo della casata dei Lancia.
Intorno al 1400 la parrocchia fu trasferita ad altre chiese, a causa delle sue ridotte dimensioni e, nel 1622 venne definitivamente assunta dalla chiesa di Santa Maria la Nova. Nel 1601, la chiesa di Santa Maria degli Angeli venne concessa ai Frati Minori Osservanti che, grazie alle generose offerte della Contessa Luisa de Luna y Vega, costruirono il proprio cenobio nel 1604. Con l'occasione, venne eseguito un riammodernamento ed ingrandimento dell'antica chiesa. Nel 1636 il convento dei minori subì un crollo parziale in seguito al quale fu approntata un'altra opera di restauro facendo uso, per ripristinare la parte crollata, delle pietre del vicino castello. Storia travagliata fu anche quella della costruzione del noviziato, iniziata nel 1688 e terminata soltanto nel 1709 a causa della mancanza di fondi. Un ulteriore restauro ed ampliamento della chiesa fu condotto dal 1740 al 1771, come testimoniato da un'iscrizione che si trovava nell'arcata tra l'abside e la navata e riportata dallo storico nisseno Camillo Genovese.

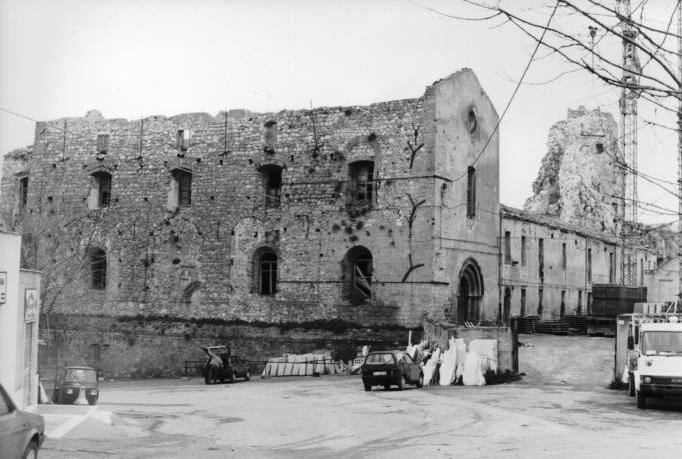
La chiesa prima del restauro

Nel 1867, durante un'epidemia, il convento venne adibito ad ospedale per colerosi e successivamente, nel 1873, la chiesa venne definitivamente chiusa al culto, per passare alla proprietà del Ministero della Guerra, che la adibì a caserma e magazzino militare. Questo passaggio segna l'inizio di un periodo di completo abbandono della chiesa che culminò con il crollo parziale del tetto, nel 1964 e la successiva realizzazione, nel 1972, di un solaio in cemento armato.

## Descrizione
All'interno dell'edificio non rimane più nulla, ma possiamo ancora ammirarne l'impianto planimetrico, tipicamente normanno, che consta di una singola navata. Inoltre, si trovano nella parte esterna, alcuni preziosi elementi decorativi,  spesso rovinati dalle sopra-edificazioni e dagli inappropriati restauri condotti.
L'edificio e l'attiguo convento sono stati restaurati di recente.
Degna di particolare rilievo è la porta maggiore occidentale, caratterizzata da particolari fregi che la adornano: costruita in pietra arenaria, possiede un archivolto a sesto acuto in tre livelli, sostenuto da quattro colonnine cilindriche dotate di capitelli.

## Opere documentate
- XV secolo, Croce, dipinto, opera documentata nel convento.[6]
- ?, San Paolo, affresco in mezza figura, opera documentata nel refettorio.[6]
- ?, Vergine Maria, olio su tavola, opera documentato nel tempio.[6]

## Galleria d'immagini

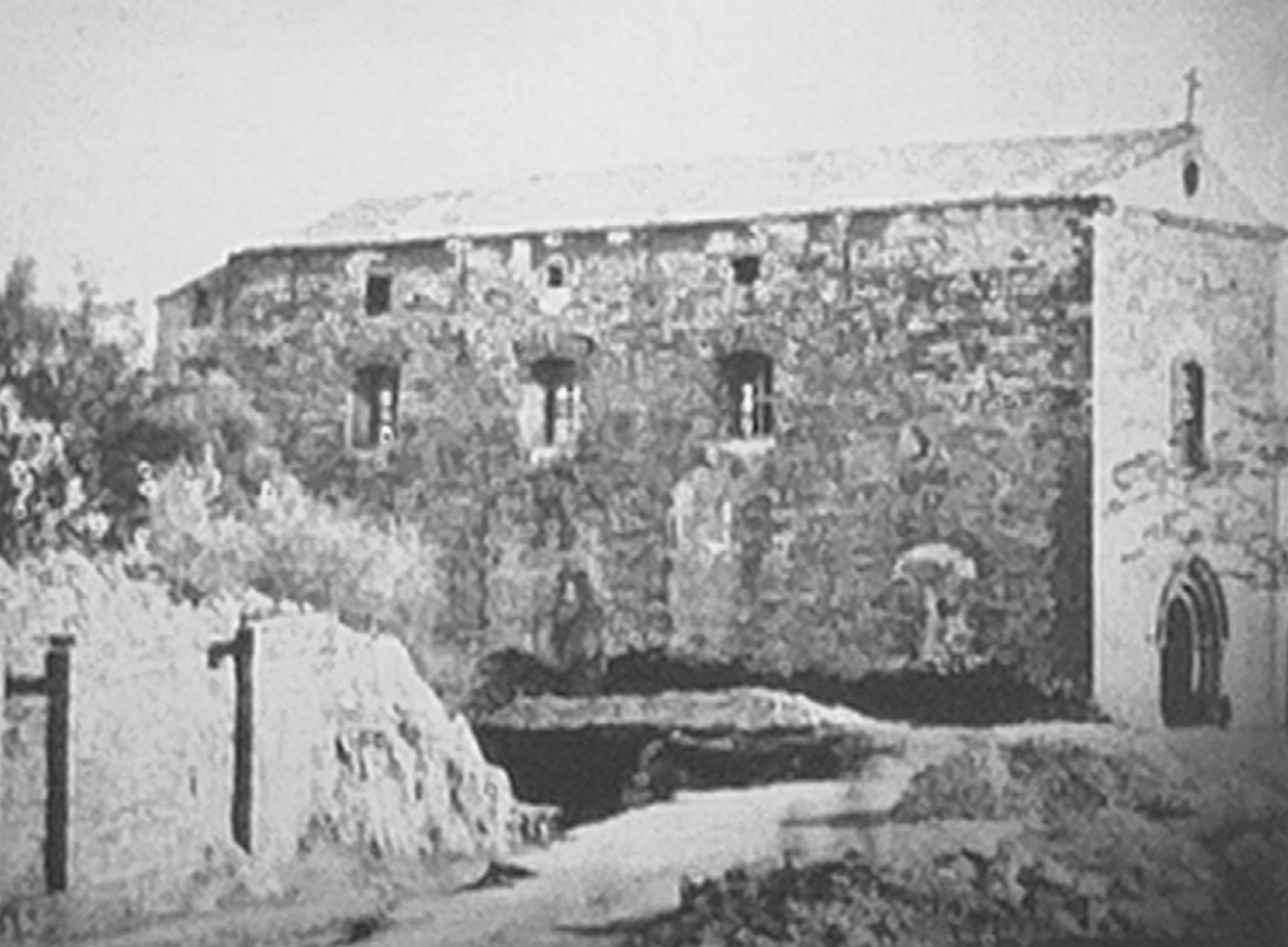
Immagine della chiesa prima del 1878
La chiesa in una cartolina di inizi Novecento, con il castello di Pietrarossa sullo sfondo
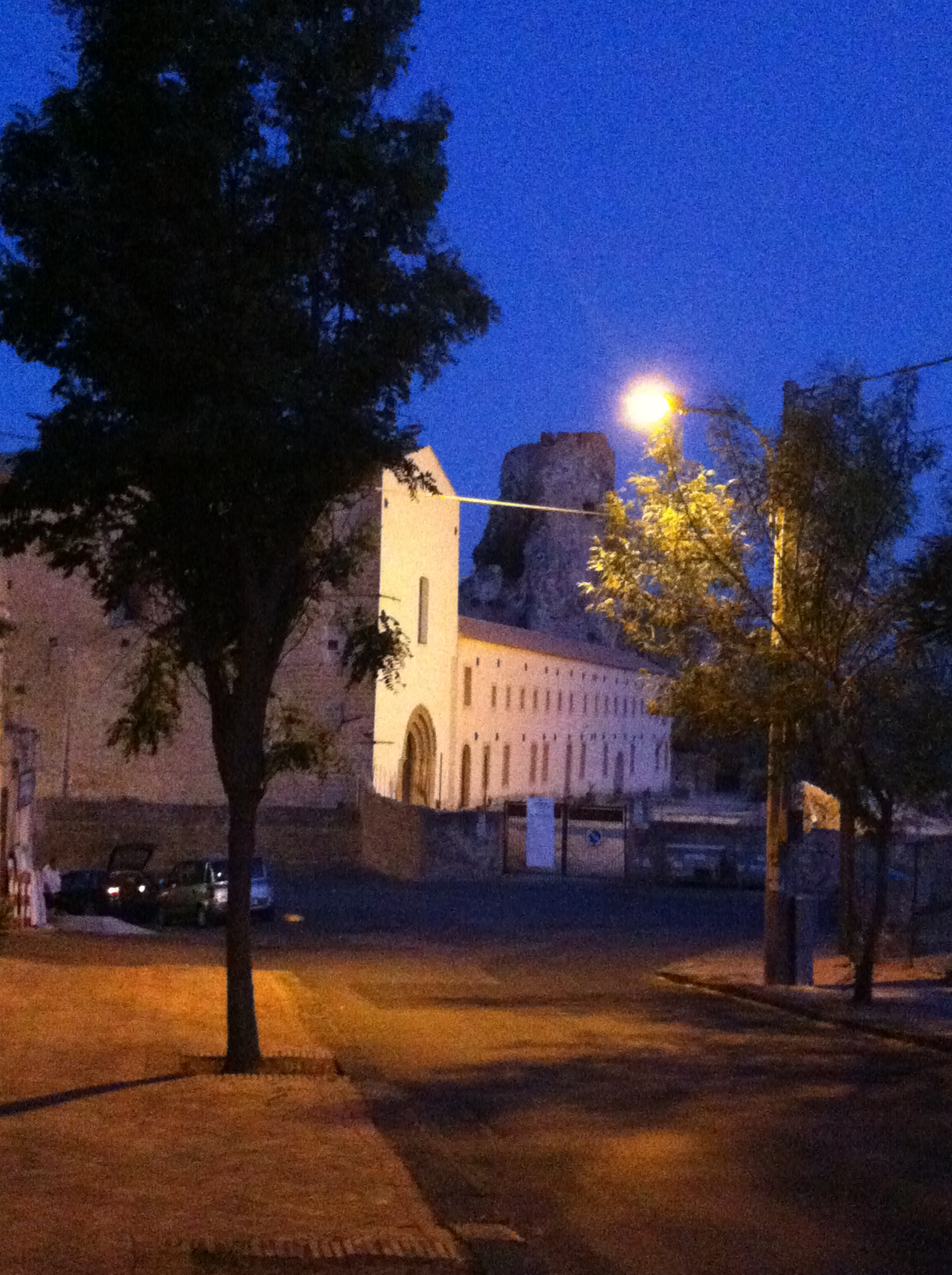
Veduta di sera
Il portale in una foto di inizi Novecento
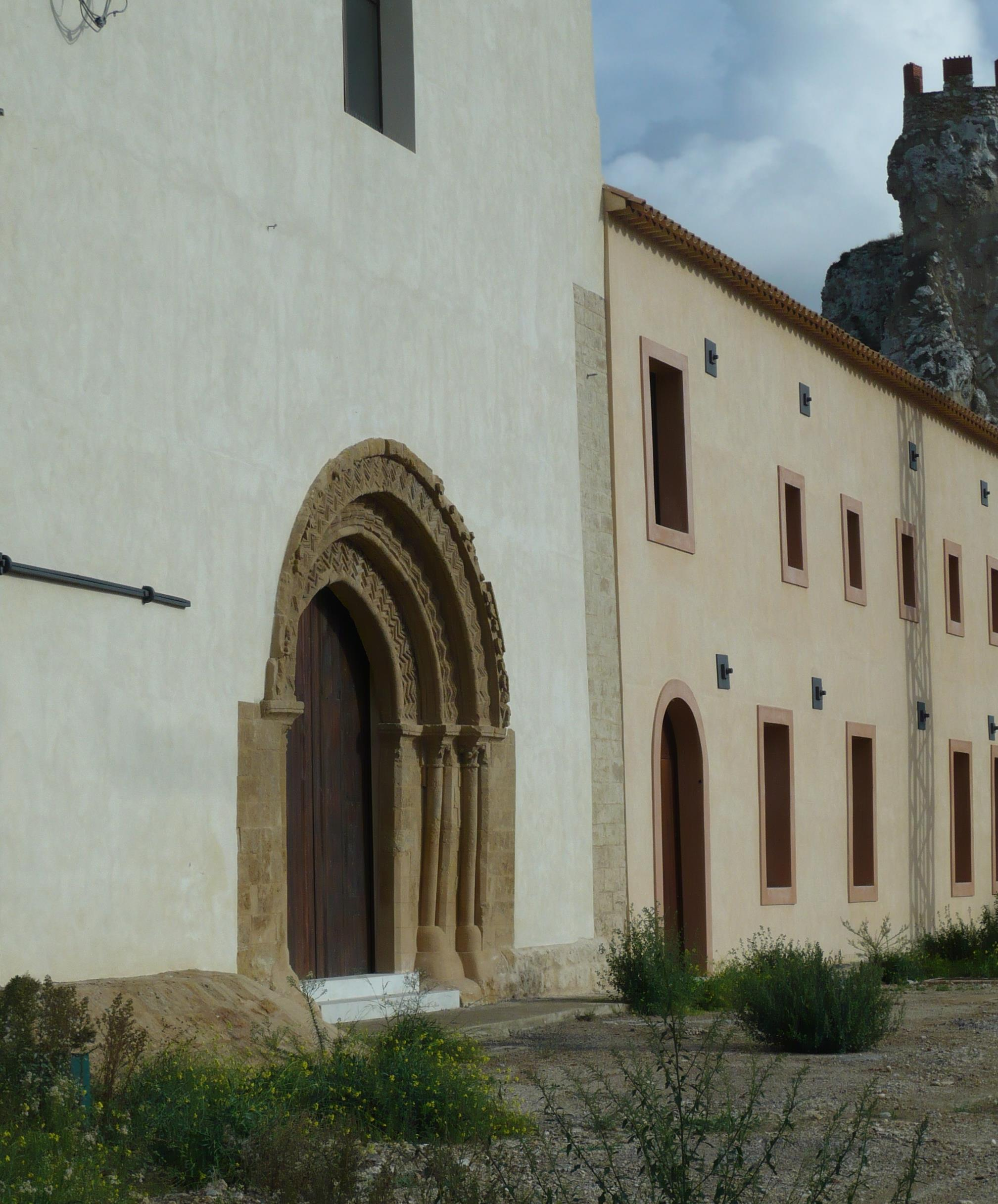
Il portale restaurato
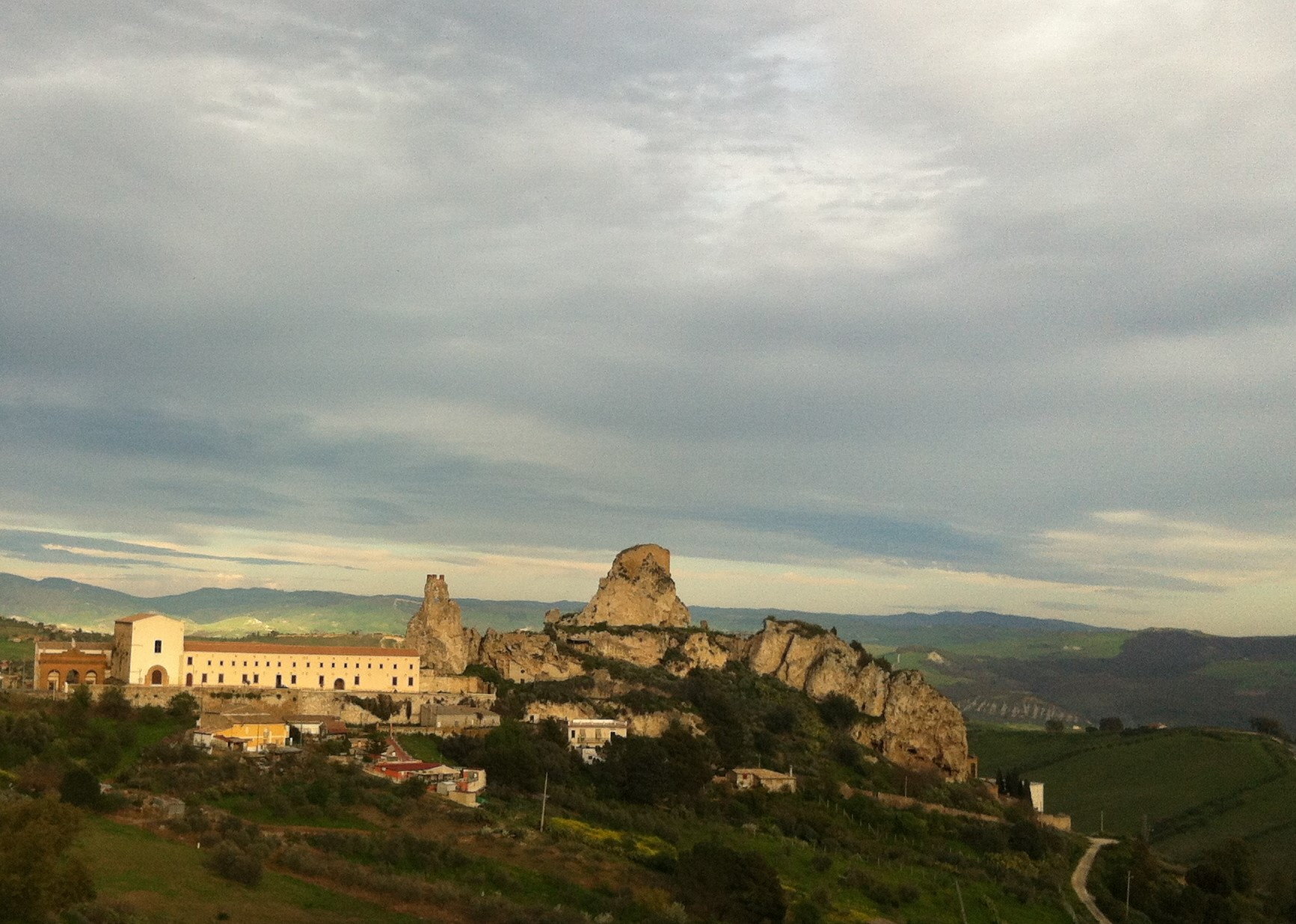
Il castello e S. Maria degli Angeli vista dal quartiere di S. Francesco
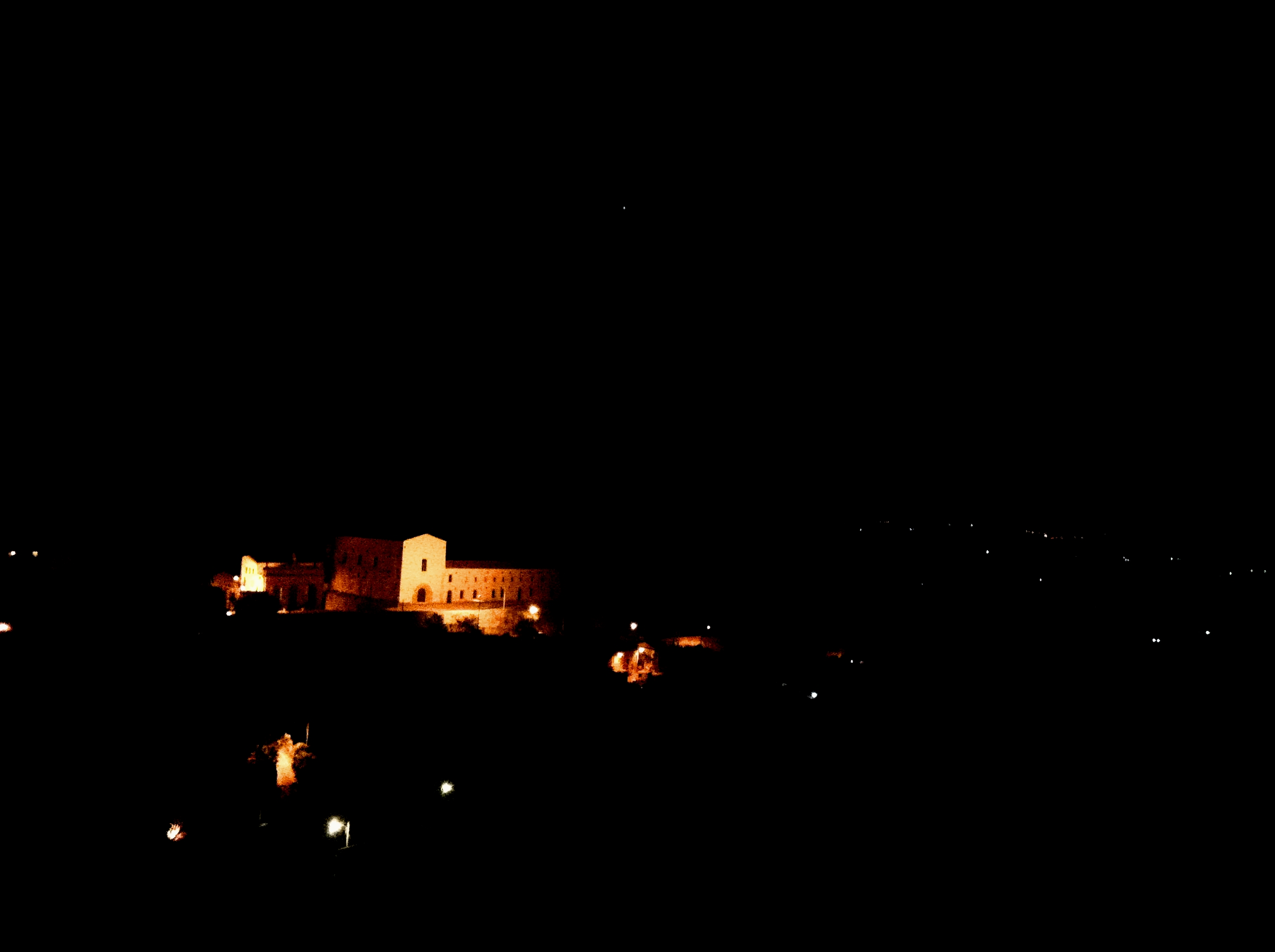
Veduta di notte